# Langmusi
Langmusi (en chino simplificado, 郎木寺镇; pinyin, Lángmùsì zhèn ,en tibetano: སྟག་ཚང་ལྷ་མོ་, wylie:Taktsang) es un poblado perteneciente al condado de Luqu el cual está bajo la administración directa de la prefectura autónoma de Linxia. Se ubica al borde oriental de la meseta tibetana en las riberas del río Bailong (白龙江), un tributario del Yangtsé a 3325 m s. n. m. en la provincia de Gansu, centro-norte de la República Popular China. Su área es de 570 km² y su población total para 2017 fue cercana a los 5 mil habitantes. 
La zona forma una especie de área metropolitana que comparte su lado sur con el condado de Zoigê en la provincia de Sichuan. El lugar es muy visitado por la cantidad de complejos monasteriales, incluso su nombre traduce literalmente a templo Langmu (郎木), ese nombre que en tibetano significa hada, lleva ese nombre debido a que en una cueva hay una estatua en relieve natural que se asemeja a una mujer. El Templo Langmu está rodeado de montañas por todos lados, densamente arbolado, y  se le conoce como la "Suiza Oriental".

## Administración
El poblado de Langmusi se divide en 5 localidades que se administran en 1 núcleo urbano y 4 aldeas rurales que son; 
- Langmu (郎木村)
- Garniang (尕尔娘村)
- Gongba (贡巴村)
- Bohai (波海村)

## Historia
La ciudad surgió alrededor del templo budista tibetano, el templo Langmu (chino: 郎木寺; pinyin: Lángmùsì) que se fundó en 1748. En ese momento, Langmusi se encontraba en la parte sur de la región Amdo , lugar histórico durante la ocupación Qing en los siglos XVII y XVIII.